# بخش واشینگتن (شهرستان وود، اوهایو)
بخش واشینگتن (به انگلیسی: Washington Township) یک منطقهٔ مسکونی در ایالات متحده آمریکا است که در شهرستان وود، اوهایو واقع شده‌است.
 بخش واشینگتن ۵۵٫۶ کیلومتر مربع مساحت و ۱٬۸۴۱ نفر جمعیت دارد و ۲۰۳ متر بالاتر از سطح دریا واقع شده‌است.